# Wereldkampioenschap voetbal 2006 (Groep H) Spanje - Tunesië
Deze pagina is een subpagina van het artikel Wereldkampioenschap voetbal 2006. Hierin wordt de wedstrijd in de groepsfase in groep B tussen Spanje en Tunesië gespeeld op 15 juni 2006 nader uitgelicht.

## Nieuws voorafgaand aan de wedstrijd
- 15 juni - Na de wedstrijd Spanje-Oekraïne, die Oekraïne met 4-0 verloor, gooiden in Kiev enkele Oekraïense fans met rookbommen naar het reuzenscherm en namen de autoriteiten veiligheidsmaatregelen rond de Spaanse ambassade.

## Wedstrijdgegevens
| Datum                | 19 juni 2006                        | 19 juni 2006                        |
| Stadion              | Gottlieb-Daimler-Stadion, Stuttgart | Gottlieb-Daimler-Stadion, Stuttgart |
| Toeschouwers         | 52.000                              | 52.000                              |
| Scheidsrechter       | Carlos Simon                        | Carlos Simon                        |
| Assistenten          | Aristeu Tavares Ednilson Corona     | Aristeu Tavares Ednilson Corona     |
| Vierde man           | Cristian Julio                      | Cristian Julio                      |
| Man van de wedstrijd | Xabi Alonso                         | Xabi Alonso                         |
|                      | Spanje                              | Tunesië                             |
| Doelpunten           | 3                                   | 1                                   |
| Gele kaarten         | 2                                   | 6                                   |
| Rode kaarten         | 0                                   | 0                                   |
| Wissels              | 3                                   | 3                                   |
| Schoten op doel      | 10                                  | 3                                   |
| Schoten naast doel   | 24                                  | 4                                   |
| Overtredingen        | 9                                   | 24                                  |
| Hoekschoppen         | 12                                  | 1                                   |
| Buitenspel           | 0                                   | 0                                   |
| Strafschoppen        | 1                                   | 0                                   |
| Balbezit (tijd)      | 38'00"                              | 20'00"                              |
| Balbezit (%)         | 66%                                 | 34%                                 |

| Spanje | 3 – 1           | Tunesië |
| Raúl González (71') Fernando Torres (76') Fernando Torres (90', strafschop)                                                                                              | goals (assists) | (08') Jaouhar Mnari |
| Luis Aragonés | bondscoach      | Roger Lemerre |
| Iker Casillas Mariano Pernía Carles Puyol Xavi Hernández Fernando Torres Luis García ( 46') Xabi Alonso Sergio Ramos Marcos Senna ( 46') David Villa ( 57') Pablo Ibáñez | opstellingen    | Ali Boumniel Karim Haggui Zied Jaziri Hatem Trabelsi Mehdi Nafti Jaouhar Mnari ( 57') Riad Bouazizi ( 80') Adel Chedli Radhi Jaïdi ( 57') Anis Ayari Hamed Namouchi |
| Raúl González ( 46') Cesc Fàbregas ( 46') Joaquín Sánchez ( 57') | wissels         | ( 57') Alaeddine Yahia ( 57') Kaies Ghodhbane ( 80') Haykel Guemamdia                                                                                               |
| Carles Puyol (30') Cesc Fàbregas (89') | gele kaarten    | Anis Ayari (32') Hatem Trabelsi (40') Radhi Jaïdi (70') Haykel Guemamdia (80') Zied Jaziri (85') Jaouhar Mnari (93')                                                |
| | rode kaarten    | |

## Overzicht van wedstrijden
| Groepswedstrijden | | | |
| Groep A | Groep B | Groep C | Groep D |
| Duitsland - Costa Rica Polen - Ecuador Duitsland - Polen Ecuador - Costa Rica Ecuador - Duitsland Costa Rica - Polen             | Engeland - Paraguay Trinidad en Tobago - Zweden Engeland - Trinidad en Tobago Zweden - Paraguay Zweden - Engeland Paraguay - Trinidad en Tobago | Argentinië - Ivoorkust Servië en Montenegro - Nederland Argentinië - Servië en Montenegro Nederland - Ivoorkust Nederland - Argentinië Ivoorkust - Servië en Montenegro | Mexico - Iran Angola - Portugal Mexico - Angola Portugal - Iran Portugal - Mexico Iran - Angola                               |
| Groep E | Groep F | Groep G | Groep H |
| Italië - Ghana Verenigde Staten - Tsjechië Italië - Verenigde Staten Tsjechië - Ghana Tsjechië - Italië Ghana - Verenigde Staten | Australië - Japan Brazilië - Kroatië Brazilië - Australië Japan - Kroatië Japan - Brazilië Kroatië - Australië                                  | Frankrijk - Zwitserland Zuid-Korea - Togo Frankrijk - Zuid-Korea Togo - Zwitserland Togo - Frankrijk Zwitserland - Zuid-Korea                                           | Spanje - Oekraïne Tunesië - Saoedi-Arabië Spanje - Tunesië Saoedi-Arabië - Oekraïne Saoedi-Arabië - Spanje Oekraïne - Tunesië |
| Achtste finales | | | |
| Duitsland - Zweden Argentinië - Mexico                                                                                           | Italië - Australië Zwitserland - Oekraïne | Engeland - Ecuador Portugal - Nederland | Brazilië - Ghana Spanje - Frankrijk                                                                                           |
| Kwartfinales | | | |
| Duitsland - Argentinië | Italië - Oekraïne | Engeland - Portugal | Brazilië - Frankrijk |
| Halve finales | | | |
| Duitsland - Italië | Duitsland - Italië | Portugal - Frankrijk | Portugal - Frankrijk |
| Troostfinale | | | |
| Duitsland - Portugal | | | |
| Finale | | | |
| Italië - Frankrijk | | | |